# 한자로 통(通)하는 삼국지
《한자로 통(通)하는 삼국지》는 2022년 3월 4일부터 2022년 10월 27일까지 방송된 한자 전문 어린이 프로그램이다. 시간을 달리는 세계사에 이어서 제작된 두 번째 시리즈이며, 웹툰 〈한자로 통하는 삼국지〉의 바탕으로 제작되었다.

## 기획 의도
다양한 문해력을 통해 삼국지의 바탕으로 재구성하였으며, 이를 통해 반복할 수 있는 한자의 기초 문제 내용에 따라 독창적인 콘텐츠로 제작된 프로그램으로 EBS의 대표적인 순한맛을 소재로 한 프로그램이다.

## 방영 시간
| 방송 채널 | 방송 기간                         | 방송 시간                    | 방송 분량 |
| --------- | --------------------------------- | ---------------------------- | --------- |
| EBS 1TV   | 2022년 3월 4일 ~ 2022년 8월 26일  | 매주 금요일 저녁 6:45 ~ 7:00 | 15분      |
| EBS 2TV   | 2022년 9월 1일 ~ 2022년 10월 27일 | 매주 목요일 오후 3:00 ~ 3:15 | 15분      |

## 등장인물 소개
- 삼촌
- 후배
- 통통
- 알통

## 출연자 소개
- 송영길
- 김원구
- 정승환
- 안상태
- 유연석
- 염승철
- 정호승
- 이바울
- 오지혜
- 김우진
- 엄우영
- 박성현
- 박상원
- 김보현
- 김병철
- 정기성
- 홍진기
- 하태윤
- 임호준
- 장효상
- 김기창

## 제작진
- 제작지원 : 방송통신위원회 방송통신발전기금
- 책임프로듀서 : 정영홍
- 글/구성 : 유승표, 박성욱
- 촬영 : 비비드캠
- 조명 : 임동완
- 동시녹음 : 최재원
- 타이틀작곡 : 노신영
- 세트디자인 : 홍봉진
- 세트제작 : 이희신
- 세트설치 : 더스테이지
- 소품 : 서상석
- 의상/분장 : 주아트
- 음악/효과 : 포시즌
- 문자그래픽 : 김남시
- 종합편집 : 정민희
- 특수편집 : 한규진, 김보성, 이가연
- 편집감독 : 김영아
- 자문 : 공민정
- 진행 : 이지호
- 조연출 : 김도운
- 연출 : 하성현
- 기획·제작 : EBS

## 같이 보기
관련 항목
- 한자

방송 프로그램
- 과학카페, 과학스페셜, 궁금한 일요일 장영실쇼 (KBS 1TV)
- 발칙한 사물 이야기 다빈치 노트, 과학수사대 스모킹 건 (KBS 2TV)
- 최고다! 호기심딱지 (EBS 1TV)
- 사이언스 탐정 (EBS 2TV)
- 맨 인 블랙박스 (SBS TV)
- 한문철의 블랙박스 리뷰 (JTBC)
- 권용주, 김나진의 차카차카 (MBC 표준FM)